# Сражение при Копадине
Сражение при Копадине — одно из сражений во время Первой мировой войны на Румынском фронте, проходившее с 19 по 23 октября 1916 года. В результате наступления объединённая болгаро-германо-турецкая армия под командованием немецкого фельдмаршала А. фон Макензена разбила русско-румынскую Добруджанскую армию генерала от инфантерии А. М. Зайончковского и захватила Констанцу.

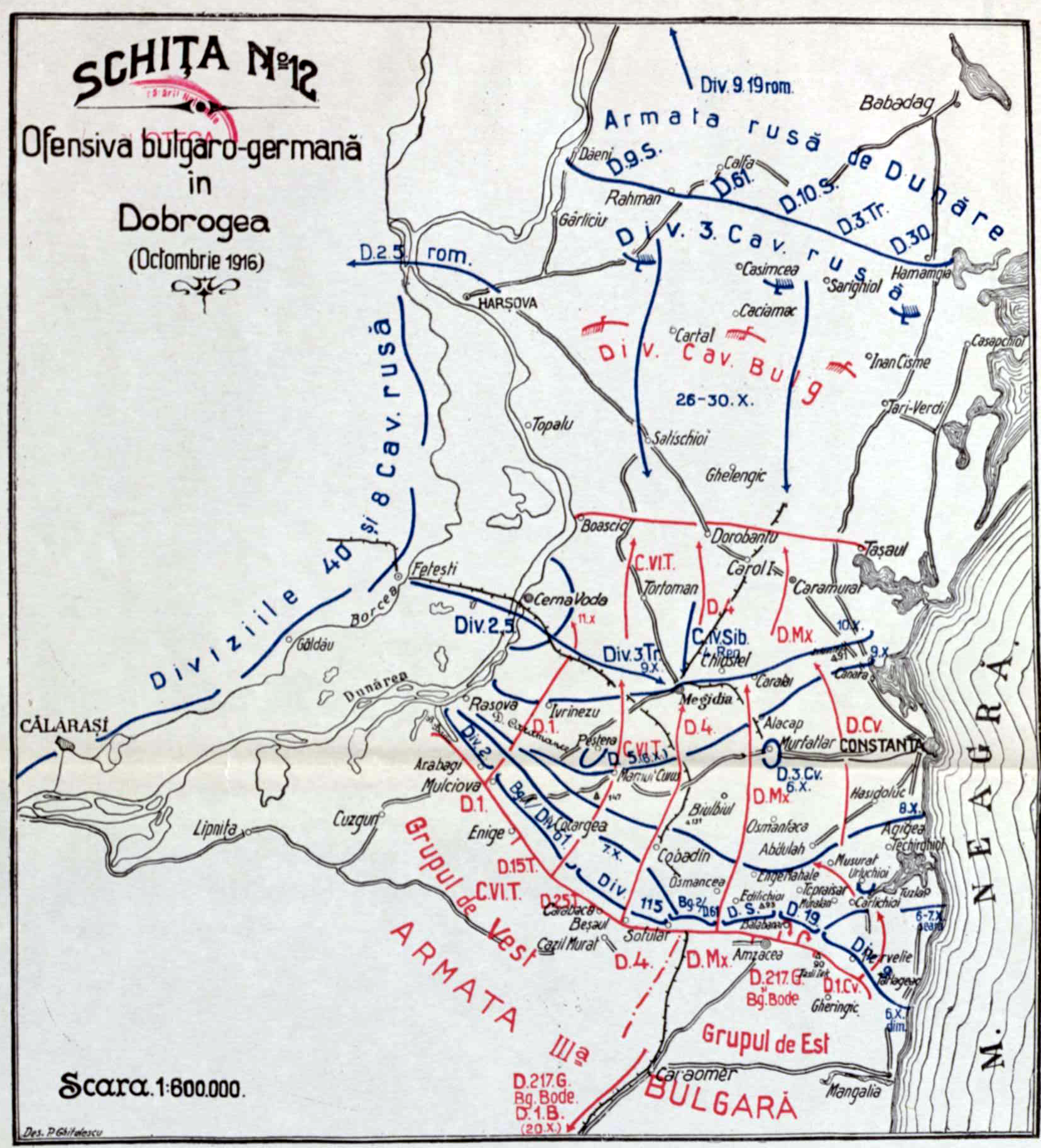
Сражение при Копадине

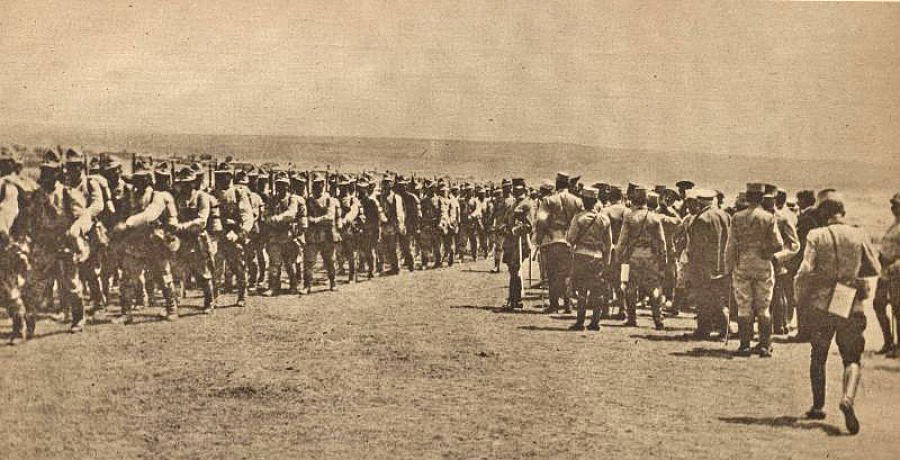
Румынская пехота на марше в Добрудже

## Перед сражением
После поражений под Тутраканом и Добричем в начале сентября русско-румынские войска под командованием генерала А. М. Зайончковского отошли на заранее подготовленный тройной оборонительный рубеж Расово — Копадин — Тузла. На этих позициях их фланги были защищены Дунаем и Черным морем, а контроль над плацдармом у Чернаводы и портом Констанца обеспечивал постоянный приток резервов и боеприпасов.
Немцы, заставив искусными своими действиями на правом фланге румын оттянуть туда значительную часть русских и румынских войск с Добруджанского фронта, сосредоточили там 14 болгаро-германо-турецких дивизий. Войска Центральных держав насчитывали 87 батальонов и 28 конных эскадронов; войска Антанты – 132 батальона и 40 кавалерийских эскадронов. По плану фельдмаршала А. фон Макензена были сформированы две наступательные группы: западная, в районе Дуная, под командованием генерала С. Тошева и восточная, в районе черноморского побережья, под командованием генерала Т. Кантарджиева. 

## Ход сражения
19 октября 1916 года войска фельдмаршала Макензена перешли в наступление в Добрудже. В первый день наступления войска Западной группы только приблизились к позициям противника, а в Восточной группе болгарская кавалерийская дивизия к 9.30 утра хотя и сумела занять передовые позиции, но была остановлена сильным сопротивлением противника, перешедшего в контратаку. 217-я немецкая дивизия была встречена ураганным огнем и, хотя и вышла на передовые позиции противника, после контратак была вынуждена отступить с большими потерями. 
20 октября войска Западной группы после продолжительного артобстрела стремительной атакой с фронта и охватом с правого фланга заняли основную оборонительную позицию по линии Дунай — Сапата Баца — высоты к западу Кокарджи. Это заставило противника ночью отступить от своих позиций. В Восточной группе, несмотря на личное участие командующего Макензена и его тактику, сделавшую это направление главным направлением атаки, наступление продолжалось медленно и при очень сильном сопротивлении противника. Были захвачены деревни Тузла, Чатмалар и Карли. 217-я немецкая дивизия весь день пыталась захватить позиции перед Топра-Хиссар.
21 октября в Западной группе болгарская 4-я Преславская дивизия после упорного, длившегося 10 часов боя только к 17 часам выбила противника и Копадина — узла дорог. Войска Восточной группы силами 217-й немецкой дивизии весь день вели бои за овладение Топра-Хиссар. Успех был достигнут только после прорыва болгарской кавалерийской дивизии и выхода в тыл обороняющимся. Крайняя правая колонна, наступающая вдоль побережья, долгое время не могла развить первоначальный успех из-за обстрела с русского линкора «Ростислав». Разбитые части противника, разделенного на две части, отступили на север.
После прорыва при Копадине войска Центральных держав 22 октября продолжили успешное продвижение на север. Кавалерийская дивизия наступала вдоль Черного моря. Слева и позади нее наступали болгарская Сводная и 217-я немецкие дивизии. Болгарская Преславская дивизия продвигалась к Меджидие, а Софийская дивизия совместно с 6-м турецким корпусом — к Черноводскому плацдарму. 23 октября была занята Констанца, через три дня — Чернавода. 

## Результаты
С 23 октября Добруджанская армия пыталась закрепиться севернее Констанцы на так называемом Траяновом вале — земляном укреплении античного периода немного севернее Констанцы. Но немцы не предоставили передышки: 27 октября противник вновь атаковал, сбил русских и в последующем преследовал их по Добруджанской степи несколько десятков вёрст.
Энергичное наступление не позволило русско-румынскому командованию использовать вновь прибывшие подкрепления (4-й Сибирский корпус и 3-ю стрелковую дивизию). Поражение, наконец, заставило Ставку обратить должное внимание на Добруджу. Сюда прежде всего для спасения положения был отправлен по выбору Брусилова командующий 11-й армией Сахаров, для которого формировалась сильная Дунайская армия, непосредственно подчиненная Верховному Главнокомандующему.
Отбросив Добруджанскую армию, фельдмаршал А. фон Макензен приступил к перегруппировке: ударное ядро его сил перебрасывалось на юг, готовясь к сдвоенному удару совместно с трансильванской группой генерала Э. фон Фалькенхайна по Бухаресту.